# Маріупольська спеціалізована школа І-ІІІ ступенів №40 імені Миська Є.М.

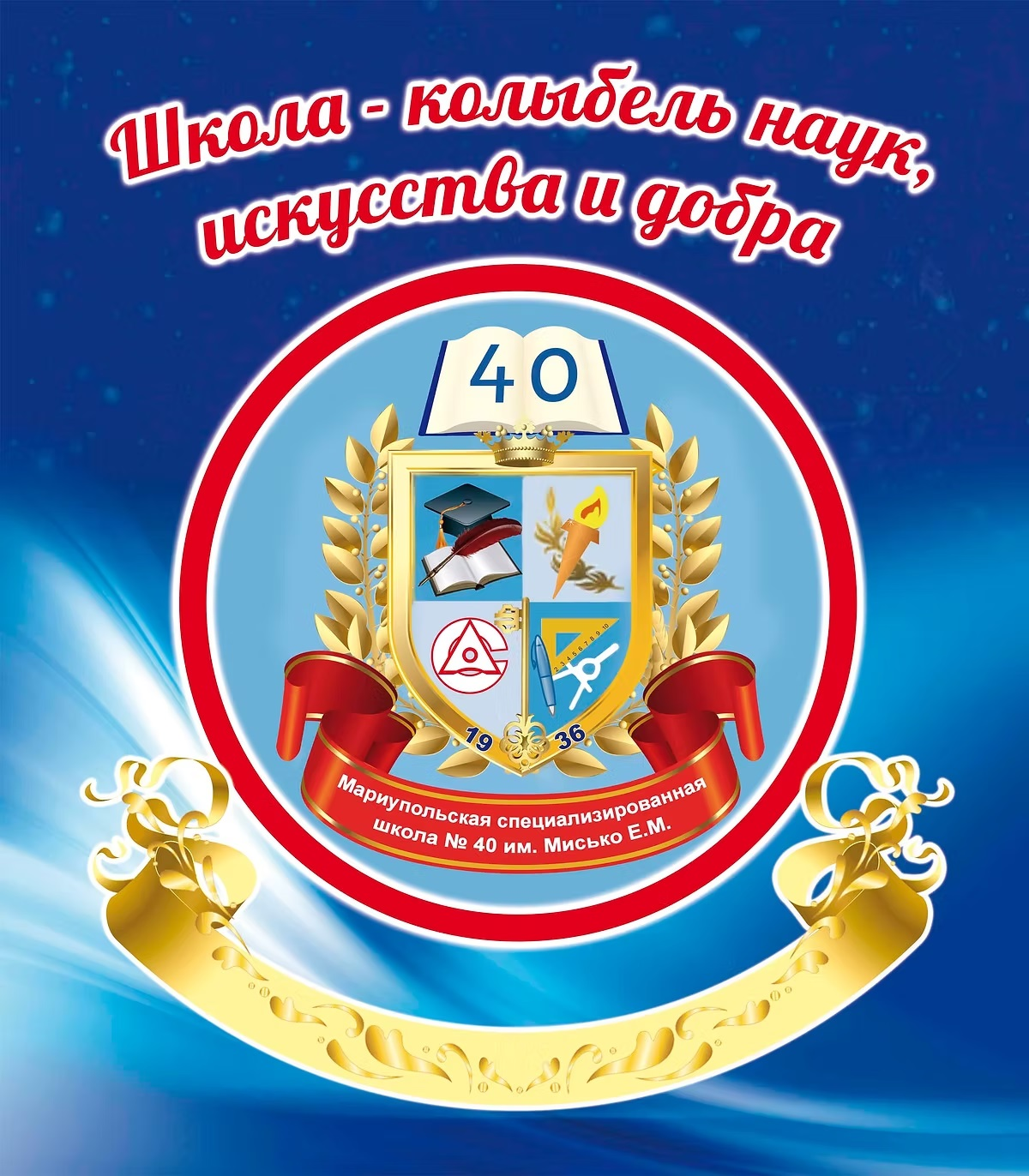
Герб Маріупольської спеціалізованої школи І-ІІІ ступнів №40 імені Миська Є.М.

Маріупольська спеціалізована школа І-ІІІ ступенів №40 імені Миська Є.М. — школа у Маріуполі, що діяла з 1936 по 2022 рр.

## Історія розвитку
Одна з найстарших шкіл Маріуполя. Була заснована у жовтні 1936 року, стала першою на лівому березі міста. Школа була збудована за одним з типових проєктів, які існували в той час. Зокрема, аналогічну будівлю мала школа №36 (Маріуполь) та школа №134 (Харків). Ці навчальні заклади були зруйновані під час повноммасштабного російського вторгнення в Україну.
Перший випуск відбувся у 1939 році.

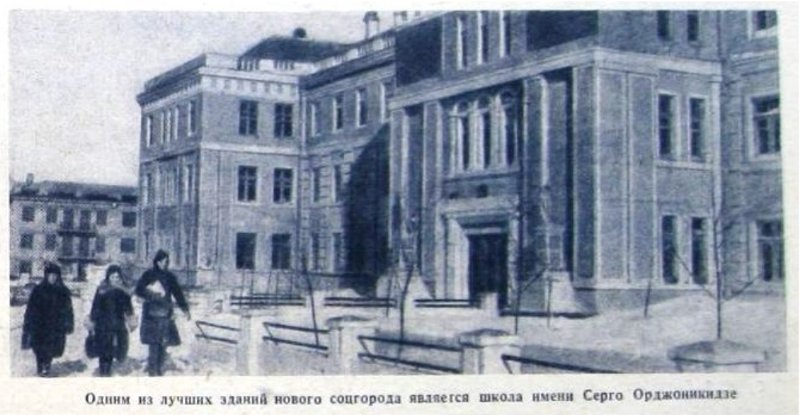
Будівля маріупольскої школи №40 у 1930-х роках

Під час Другої світової війни Маріуполь знаходився в окупації. З жовтня 1941 року у школі німцями було розміщено військовий шпиталь, а у дворі було влаштовано кладовище.
Після Другої світової війни в приміщенні школи тимчасово розміщувалися школа №46 та вечірня школа №11. «З першого дня мого приходу в школу не пам'ятаю, щоб було учнів менше тисячі людей. Школа працювала в три зміни і третя зміна – робочої молоді. Робочий день розпочинався з 6 години ранку та закінчувався о 23 годині», – згадувала у своїх мемуарах колишня директорка школи Зінаїда Слєпцова.
З 1989 року педагогічний колектив залучився до експерименту по створенню школи психологічного комфорту.
У 1993 році школі було присвоєно статус профільної.
У 2004 році школа отримала статус спеціалізованої.
10 червня 2005 року за клопотанням колективу вчителів, учнів і батьків школі було присвоєно ім'я одного з її директорів - Миська Євгена Михайловича.

## Директори школи
- Єлізаров Євген Н. (директор у жовтень 1936 - ?)
- Під час окупації міста у Другій світовій війні школа не працювала
- Ассер Ельза Адамівна
- Наришкін Ф.В.
- Знамеровський Андрій Всеволодович (?-1954 рр.)
- Слєпцова Зінаїда Ананіївна (1954-1964 рр.)
- Налейкін Костянтин Павлович (1964-1984 рр.)
- Мисько Євген Михайлович (1984-2005 рр.)
- Діскантов Олександр Якович (2005-2012 рр.)
- Дужик Богдан Вікторович[2] (2012-2022 рр.)

## Досягнення школи та педагогічного колективу
У 1999 році Лу'янов Олександр Дмитрович (учитель фізики, Заслужений учитель України) переміг у конкурсах "Учитель року" та "Маріуполець року". Внесений до Книги педагогічної слави України .
У 2000 році Ганенко Людмила Митрофанівна (учитель біології) стала переможцем конкурсу "Маріуполець року".
Досягнення у 2019-2021 рр.
"Найкращі вчителі Приазов'я-2019"
ТОП-5: Шарапа Ірина Миколаївна
ТОП-10: Шевченко Оксана Анатоліївна
ТОП-50: Грабовецька Наталія Михайлівна, Замуруєва Ольга Степанівна, Юрочко Світлана Анатоліївна
"Найкращі вчителі Приазов'я-2020"
ТОП-50: Грабовецька Наталія Михайлівна, Юрочко Світлана Анатоліївна
"Найкращі вчителі Приазов'я-2021"
ТОП-30: Козирєва Маріанна Валентинівна, Аювджи Наталя Анатоліївна

## Партнери школи
Починаючи з періоду відновлення міста Маріуполь після Другої світової війни, одним з головних партнерів школи був металургійний комбінат Азовсталь. На початку 1990-х це партнерство формалізувалося в створення профільних фізико-технічних класів (так званий клас "Менеджерів") на базі 10 класу, учнями якого на конкурсних засадах ставали 22 юнака з усього Маріуполя. Вперше такий клас було сформовано у 1991 році. З боку Азовсталі куратором проєкту був керівник комбінату Олександр Олексійович Булянда.
Підприємство фінансувало покращення матеріально-технічної бази школи, пошиття форми для учнів, ознайомчу екскурсію випускників фізико-технічного класу до Німеччини та навчання у вищих навчальних закладах Україні на контрактних засадах. Перші випускники класу "менеджерів" переважно ставали студентами спеціальності Економічна кібернетика Донецького національного університету. Згодом більшість випускників програми залишалися на навчання у ВНЗ Маріуполя.
Після отримання вищої освіти молоді фахівці мали працевлаштуватися на Азовсталь.
З 2006 року освітній проєкт "Школа — ВНЗ — Підприємство"  було перезапущено в межах Групи Метінвест.
Партнерами у цьому проєкту були металургійний комбінат Азовсталь, Приазовський державний технічний Університет та Маріупольський державний університет.
У грудні 2016 року за підтримки Групи Метінвест було відремонтовано спортивну залу школи.

## Школа у 2021-2022 начальному році
2021-2022 навчальний рік став останнім в історії школи.
Основні показники станом на початок 2022 року.
- Спроможність закладу (учнів) – 680
- Кількість учнів – 554
- Кількість класів – 22
- Кількіість приміщень – 28 (в складі школи діяло основне триповерхове приміщення, окремий спортзал[5] з майстернями, клас військової підготовки з тиром, футбольний стадіон)

школа І-го ступеня:
- 224 учня
- 8 класів НУШ

школа ІІ-го ступеня:
- 255 учня
- 10 класів

школа ІІІ-го ступеня:
- 75 учня
- 4 класи з математичним, філологічним та хіміко-біологічним профілями

## Сучасний стан

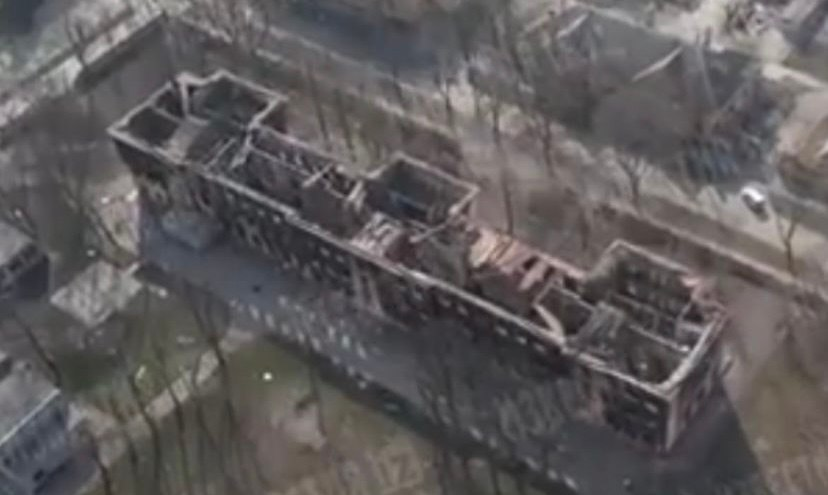
Школа 40 (Маріуполь) після руйнування у березні 2022 року

Зруйнована під час боїв за Маріуполь орієнтовно у березні 2022 року.
У 2024 році будівлю школи було остаточно демонтовано російською окупаційною владою.